# Col d'Urine
Le col d'Urine (en italien : colle dell'Urina)  est un col des Alpes du Sud, à la frontière entre la France et l'Italie.
Il se trouve sur la variante C du GR 58.